# Crise de Heglig
Crise de Heglig  foi uma guerra entre o Sudão e o Sudão do Sul em 2012 pelas regiões ricas em petróleo entre o estado de Unidade do Sudão do Sul e o estado de Cordofão do Sul do Sudão. O Sudão do Sul invadiu e ocupou brevemente a pequena cidade fronteiriça de Heglig antes de ser repelido pelo exército sudanês. Confrontos de pequena escala continuaram até ser assinado um acordo sobre fronteiras e recursos naturais em 26 de setembro para solucionar a maioria dos aspectos do conflito.

## Antecedentes
A independência do Sudão do Sul foi precedida por duas guerras civis, de 1955 a 1972 e de 1983 a 2005, em que 2,5 milhões de pessoas foram mortas e mais de 5 milhões deslocadas externamente.  As relações entre os dois Estados têm sido marcadas por conflitos pelo Grande Oleoduto do Nilo e pela disputada região de Abyei, embora o Sudão fosse o primeiro Estado a reconhecer o Sudão do Sul.  Em janeiro de 2012, o Sudão do Sul fechou todos os seus campos de petróleo em uma polêmica sobre as taxas exigidas pelo Sudão para a passagem do petróleo. 
Em maio de 2011, foi relatado que o Sudão havia tomado o controle de Abyei, uma disputada região fronteiriça rica em petróleo, com uma força de cerca de 5.000 soldados, após três dias de confrontos com as forças sul-sudanesas.  O fator precipitante foi uma emboscada pelo Sudão do Sul matando 22 soldados do norte. O avanço do norte incluiu bombardeios, bombardeios aéreos e numerosos tanques.  Os relatórios iniciais indicaram que mais de 20.000 pessoas fugiram. O governo interino do Sudão do Sul declarou isso como um "ato de guerra" e as Nações Unidas enviaram um emissário a Cartum, capital do Sudão, para intervir.  O Sudão do Sul afirmou ter retirado suas forças de Abyei.  Um acordo sobre a militarização foi alcançado em 20 de junho de 2011.  A Força Interina de Segurança das Nações Unidas para Abyei, constituída por tropas etíopes foi implantada sob uma resolução do Conselho de Segurança das Nações Unidas de 27 de junho de 2011. No início de dezembro de 2011, Jau, uma cidade no estado de Unidade, no Sudão do Sul, foi ocupada por forças sudanesas.  No início de março de 2012, a Força Aérea do Sudão bombardeou partes do condado de Panykang. 

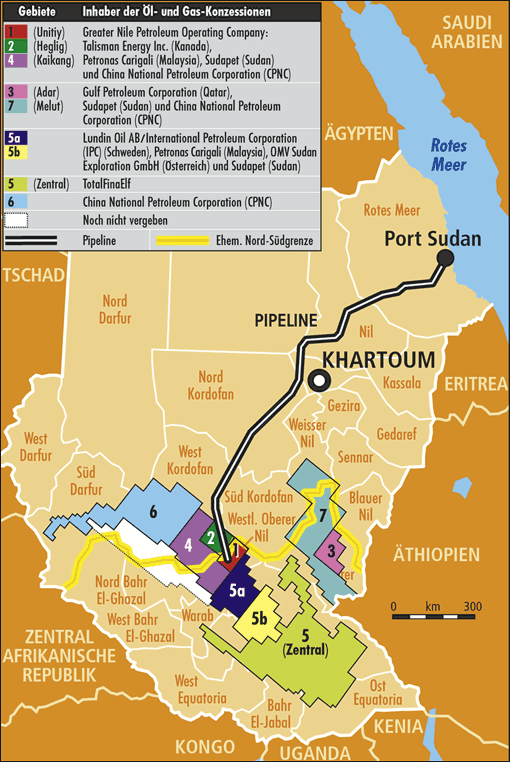
Mapa das concessões e infra-estrutura de petróleo e gás de ambos os Sudões. O petróleo tem sido o fator determinante para o conflito entre o Sudão e o Sudão do Sul.

Cada um dos países acusa ao outro de apoiar os rebeldes em seu solo como parte do conflito interno em curso no Sudão e no Sudão do Sul. 

## Eventos

### 26-28 de março: Sudão do Sul repelido de Heglig
Em 26 de março, a República do Sudão afirmou que o Sudão do Sul atacou o campo petrolífero de Heglig (chamado de Panthou pelo Sudão do Sul), localizado no estado sudanês de Cordofão do Sul, enquanto o Sudão do Sul afirma que estava agindo em legítima defesa após um ataque em seu território.  No dia seguinte, 27 de março, a Força Aérea do Sudão lançou um bombardeio sobre o campo petrolífero de Unidade, no estado do sul-sudanês de Unidade localizado ao norte da capital do estado, Bentiu.  O exército sudanês depois atacou as áreas disputadas de Jau, Pan Akuach e Teshwin, mas foi repelido pelo Exército Popular de Libertação do Sudão. 
A artilharia do Sudão do Sul posicionada a 20 quilômetros ao norte de Bentiu, que havia se envolvido no bombardeio de Heglig, foi bombardeada pela artilharia do lado norte da fronteira.  O ministro da Informação da República do Sudão, Abdallah Ali Masar, confirmou que o Sudão do Sul havia penetrado 10 quilômetros em território sudanês, mas também afirmou que as forças sudanesas os repeliram e os expulsaram e fizeram vários prisioneiros. 
As tropas sul-sudanesas receberam ordens de seu governo para desmobilizar e retirar-se da área disputada em 28 de março.  Os mortos e veículos destruídos ficaram espalhados em Heglig, o campo petrolífero que foi local das sangrentas batalhas.  Três corpos foram identificados como soldados do Sudão do Sul, enquanto um tanque, bem como quatro picapes foram destruídas. 
Em 31 de março, aviões militares sudaneses bombardearam as posições das forças sulistas na fronteira, apesar de oficiais do norte afirmarem que era artilharia, não aviões envolvidos no ataque.

### Início de Abril: Sudão do Sul captura Heglig
O Sudão do Sul afirmou ter abatido um bombardeiro sudanês MiG-29 em 4 de abril sobre o estado de Unidade, no Sudão do Sul.  Os ataques aéreos alegadamente ocorreram perto de Heglig e forçaram uma equipe de cinegrafistas da Al Jazeera a se esconder, uma vez que os aviões sudaneses bombardearam um oleoduto. O bombardeio aparentemente não provocou quaisquer vítimas ou danos significativos. O governo sudanês negou que qualquer bombardeio aéreo tivesse ocorrido e chamou as acusações de "fabricações" pelo Sudão do Sul. 
A cidade sul-sudanesa de Teshwin, de acordo com as forças armadas sul-sudanesas, foi bombardeada com artilharia e aviões militares pelo Sudão em 9 de abril. A cidade de Abiemnhom no estado de Unidade teria sido atacada por duas brigadas do exército sudanês, que o Sul alegou ser uma tentativa de tomar seus campos de petróleo. Pelo menos quatro civis ficaram feridos nos confrontos, embora não houvesse relatos imediatos de vítimas militares em ambos os lados.  O governo do Sul afirmou que as forças nortistas violaram a fronteira acompanhadas por milícias, mas haviam sido repelidas.  O porta-voz das forças armadas sudanesas mais tarde admitiu que o exército sudanês tinha sido derrotado durante uma batalha em Heglig e forçado a recuar para o norte. Houve alguns relatos de que os combates irromperam depois que as forças sudanesas tentaram retomar um posto fronteiriço perdido para as forças sulistas duas semanas antes. O coronel Sawarmi Khalid, porta-voz do exército sudanês, afirmou que as forças sulistas haviam assumido o controle dos campos de petróleo de Heglig e a própria cidade de Heglig, dando a vitória ao Sudão do Sul na batalha de Heglig. 
O governo sudanês afirmou em 11 de abril que intensos combates continuaram ao longo das áreas fronteiriças em litígio e o exército sudanês foi relatado por estar tentando retomar Heglig.  O Sudão anunciou que iria usar todos os meios legítimos para retomar os campos petrolíferos de Heglig que caíram para o Sudão do Sul no dia anterior. O Sudão do Sul afirmou que estavam mantendo posições defensivas em Heglig, à espera de um contra-ataque sudanês. 
Os parlamentos de ambos os países apelaram para uma mobilização das respectivas forças armadas.  O Sudão também deu início a uma mobilização geral de suas forças armadas uma vez que as forças sul-sudanesas penetraram no extremo norte como 70 quilômetros em território sudanês, de acordo com Rahmatullah Mohamed Osman, Subsecretário para o Ministério das Relações Exteriores do Sudão.  Após Heglig cair, o governo de Cartum afirmou que suas forças haviam feito um recuo tático para Kharasanah, e apesar de ter colocado uma forte resistência, fora incapaz de superar as "imensas forças bem equipadas" que atacaram a área. As forças sudanesas foram relatadas estarem se reagrupando e preparando uma tentativa de retomar Heglig.  O grupo rebelde Frente Revolucionária do Sudão atacou o exército sudanês em Karshanah, onde eles haviam recuado depois dos confrontos com o exército sul-sudanês. 
O vice-presidente do Sudão Al-Haj Adam declarou formalmente que um estado de guerra existia entre os dois países na noite de 11 de abril e afirmou que todas as negociações entre os dois Estados estavam suspensas.  No dia seguinte, a força aérea sudanesa bombardeou Bentiu, a capital do estado de Unidade, em uma tentativa de destruir uma ponte estratégica usando um avião de transporte Antonov An-26 convertido em um bombardeiro improvisado, matando um soldado sul-sudanês. 

### Meados de abril: contraofensiva sudanesa
As forças sul-sudanesas começaram reforçando suas posições em Heglig em 13 de abril, enquanto o Sudão continuava a mobilizar suas próprias forças. De acordo com o governo do Sudão do Sul, a linha de frente havia permanecido estática durante o dia.  As forças sudanesas alegaram estar avançando em Heglig e que a situação seria tratada "dentro de horas". Um porta-voz do governo sudanês afirmou que o seu exército estava nos arredores de Heglig, enquanto o governo do Sudão do Sul disse que iria se defender caso fosse atacado. O porta-voz do governo sudanês também acrescentou que o Sudão do Sul não conseguiu controlar "todo o estado do Cordofão do Sul."  Durante as orações de sexta-feira no dia 13 de abril, no Sudão, alguns sermões eram declaradamente hostis em relação ao Sudão do Sul, enquanto as transmissões de televisão alegadamente incluíam canções jihadistas e patrióticas. 
O vice-presidente do Sudão do Sul Reik Machar afirmou que uma tentativa sudanesa para retomar Heglig à força foi interrompida a 30 km ao norte da cidade.  O Sudão do Sul alegou ter destruído dois tanques durante os confrontos. A força aérea sudanesa, operando dois jatos Sukhoi Su-25,  teria bombardeado Jau e Panakuach, bem como Heglig, mais uma vez,  matando cinco civis.  Em 14 de abril, as forças sul-sudanesas continuaram a avançar em direção ao norte e repelindo um contra-ataque do Sudão em Kersanah. As tropas sulistas deslocaram para fechar todas as três estradas para Heglig em 14 de abril. Também foi relatado que a maioria das instalações em Heglig tinham sido danificadas durante os combates.  Dois MiG-29 da Força Aérea do Sudão foram abatidos sobre Bentiu no mesmo dia em uma tentativa de destruir uma ponte. As bombas quase perderam seu alvo e acabaram matando quatro civis e um soldado e ferindo outros cinco. O ataque foi amplamente considerado como sendo uma tentativa de danificar as linhas de abastecimento do Sudão do Sul. 
As unidades do exército sudanês teriam atingido poucos quilômetros de Heglig e que estavam combatendo com as forças sul-sudanesas. O objetivo imediato era "destruir a máquina de guerra sulista", ao invés de entrar na própria Heglig. O Sudão do Sul contestou a versão nortista dos eventos como propaganda, alegando que as forças nortistas ainda estavam a 30 quilômetros (19 milhas) de Heglig.  Em 15 de abril, o porta-voz do Exército Popular de Libertação do Sudão Philip Aguer afirmou que depois dos confrontos durante a noite em Kelet, o Sudão do Sul manteve as suas posições e destruiu dois tanques sudaneses. 
O Sudão bombardeou a parte ocidental do estado do Alto Nilo do Sudão do Sul durante 15 de abril, em uma aparente tentativa de abrir uma nova frente.  As tropas sudanesas atravessaram a fronteira para o estado sul-sudanês do Alto Nilo  e ocuparam brevemente a pequena cidade de Kuek, antes de serem expulsas pelo exército do Sudão do Sul. 
Em 16 de abril, o parlamento do Sudão se reuniu e aprovou por unanimidade a declaração que "o Sudão do Sul é um inimigo de todos os órgãos estatais sudaneses".  O orador parlamentar apelou para que o Sudão mobilizasse todos os seus recursos para combater o Sudão do Sul e derrubar seu governo.  Rabie Abdelaty, um porta-voz do governo de Cartum, descartou negociações de paz com os sulistas, dizendo que isso prejudicaria o orgulho nacional caso o Sudão não retomasse Heglig pela força.
Em 18 de abril, uma nova frente se abriu no conflito, a 160 quilômetros (99 milhas) a oeste de Heglig, resultando em sete soldados sul-sudaneses e 15 soldados sudaneses sendo mortos. O confronto foi supostamente deflagrado quando um soldado sul-sudanês foi morto a tiros quando coletava água perto da estrada entre Aweil e Meiram. 

### Fim de abril: Sudão recupera o controle sobre Heglig
Em 22 de abril, o exército sudanês entrou no campo petrolífero de Heglig. Em seguida, o presidente sudanês Omar al-Bashir realizou um comício da vitória em Cartum. 
Em 22 de abril, mais combates eclodiram ao longo de toda a fronteira enquanto soldados sudaneses apoiados por tanques e artilharia lançaram três ondas de ataques a 10 km (6 mi) no interior do Sudão do Sul. Pelo menos um soldado sul-sudanês foi morto e dois ficaram feridos no ataque.  O Sudão bombardeou a cidade de Rubkona em 23 de abril, danificando várias tendas do mercado, em uma tentativa de destruir uma ponte entre Rubkona e a vizinha Bentiu. Pelo menos três pessoas foram mortas no ataque.  No dia seguinte, Kiir afirmou em uma visita à China que o Sudão havia "declarado guerra" no Sudão do Sul. 
No final, ambos os lados permaneceram onde estavam quando os combates começaram, com nenhum dos lados claramente obtendo supremacia. Finalmente, os combates terrestres diminuíram, e, embora o conflito continuasse com escaramuças fronteiriças isoladas e ataques aéreos limitados dos sudaneses contra o Sudão do Sul, em última instância as coisas se estabeleceram. Em 26 de setembro, foi alcançado um acordo sobre as fronteiras, recursos naturais e segurança, enfim pondo fim à crise. 

## Negociações
Em uma reunião em 15 de abril com o ministro das Relações Exteriores do Egito Mohamed Kamel Amr, que havia chegado a Cartum para tentar conter as tensões, Omar Bashir descartou quaisquer negociações com o Sudão do Sul até que as forças do sul desocupassem Heglig.  De acordo com o mediador Thabo Mbeki, a partir de 22 de maio, ambos os países afirmavam estarem dispostos a voltar à mesa de negociações. 

### Resolução

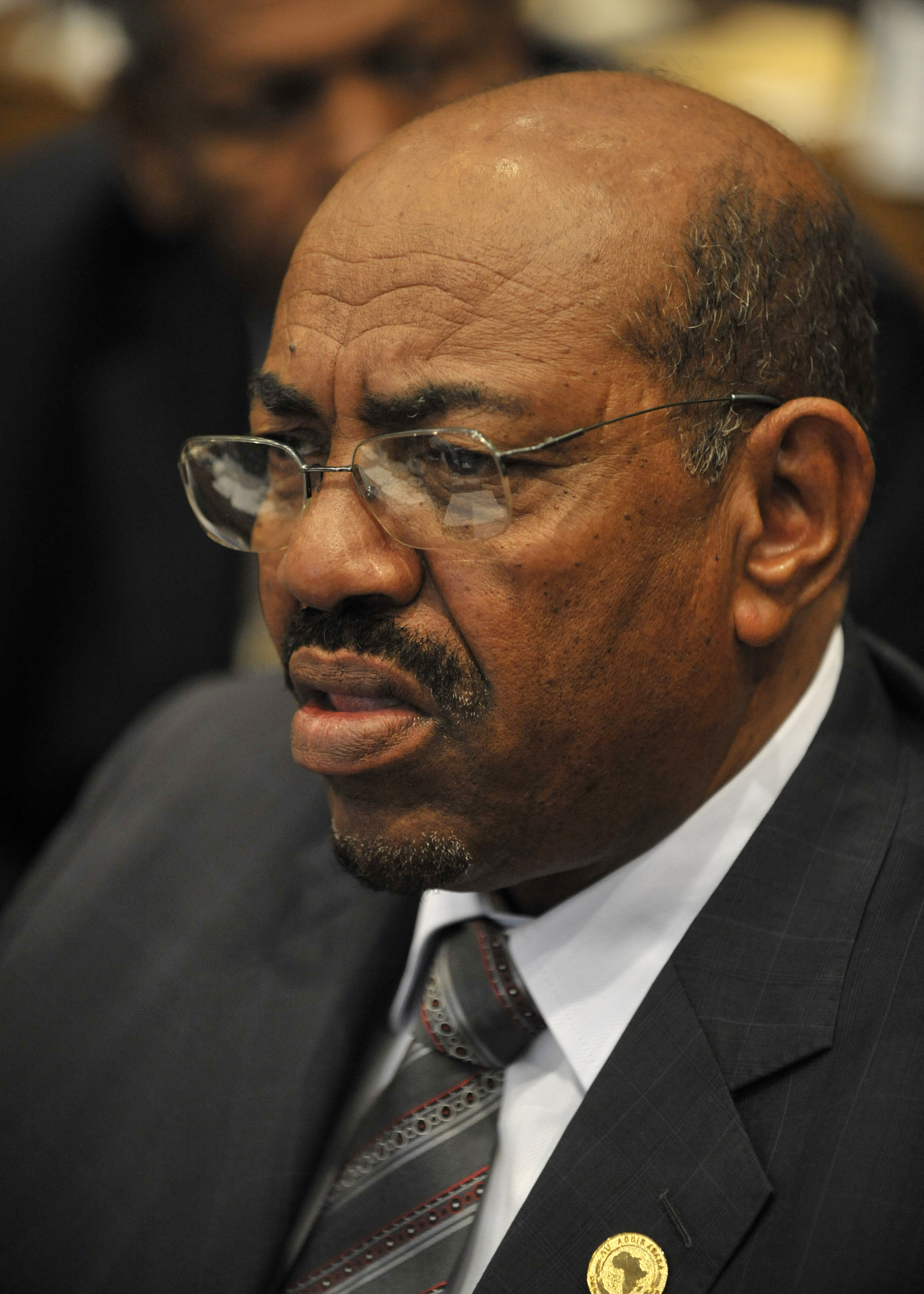
Omar al-Bashir, presidente do Sudão.

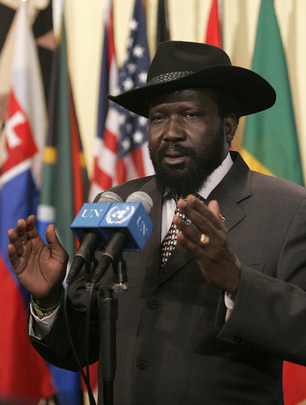
Salva Kiir Mayardit, presidente do Sudão do Sul.

As duas partes reiniciaram as negociações em junho de 2012 sob a mediação do enviado da União Africana, Thabo Mbeki. 
Em 27 de setembro, o presidente sudanês Omar al-Bashir e o presidente sul-sudanês Salva Kiir assinaram oito acordos em Adis Abeba, Etiópia, que abriram o caminho para retomar as importantes exportações de petróleo e criar uma zona desmilitarizada de 10 km (6 mi) ao longo da fronteira. Os acordos permitiam o regresso de 350.000 barris de petróleo do Sudão do Sul para o mercado mundial. Além disso, os acordos incluíram um entendimento sobre os parâmetros a seguir com respeito à demarcação de suas fronteiras, um acordo de cooperação econômica e um acordo para proteger os cidadãos uns dos outros. Algumas questões permaneceram sem solução e negociações futuras foram programadas para resolvê-las.  Ao mesmo tempo em que o debate geral em andamento na sexagésima sétima sessão da Assembleia Geral das Nações Unidas no mesmo dia, o Sudão do Sul foi programado para discursar. O vice-presidente Riek Machar esboçou que os acordos foram assinados, mas lamentou a falta de uma resolução sobre Abyei. 
O Secretário-Geral das Nações Unidas Ban Ki-moon felicitou os dois líderes por alcançar um acordo.  O primeiro-ministro etíope Hailemariam Desalegn também elogiou o desfecho e esperava que isso ganhasse impulso. 
Em meados de março de 2013, ambos os países começaram a retirar suas forças da zona fronteiriça em uma tentativa de criar uma zona tampão desmilitarizada e retomar a produção petrolífera sul-sudanesa para exportação através do Sudão.  No início de abril, o petróleo do Sudão do Sul começou a fluir através de dutos no Sudão novamente.  Embora o presidente sudanês Omar al-Bashir ameaçasse cortar o trânsito de petróleo através de seu país pelo Sudão do Sul, o presidente sul-sudanês Salvar Kiir o acusou de mobilização para a guerra e disse que ele não iria a guerra pela questão do trânsito de petróleo. 
Em outubro de 2013, al-Bashir visitou Juba para discutir ações com Kiir. Ele foi calorosamente recebido e afirmou que foram feitos progressos. Kiir por sua vez, disse que estava buscando melhorar as relações com o Sudão. 